# Struktura macierzowa

Struktura macierzowa

Struktura macierzowa – jeden z typów struktury organizacyjnej polegający na tym, że komórki organizacyjne będące najczęściej doraźnymi zespołami roboczymi ułożone są w macierzy, która określona jest na zasadzie dwuwymiarowego grupowania.

## Opis
Kolumny macierzy są zazwyczaj odpowiednikami funkcji stale powtarzanych, natomiast wiersze określają zadania, które wykonywane są doraźnie, jak np. specjalne projekty czy nowego typu produkty. W takiej macierzy każda komórka skupia się na wykonywaniu jednego zadania, co umożliwia lepsze wykorzystanie energii twórczej członków organizacji oraz właściwy przydział do zadań specjalistów. Dobieranie zespołów może polegać albo na zleceniu przez kierownika projektu kierownikom funkcjonalnym przyporządkowanie osób do zespołów, albo każdy z kierowników funkcjonalnych biorących udział w realizacji projektu jest odpowiedzialny za wykonanie części zadania, jak gdyby pełnił rolę podwykonawcy.
Tego typu struktury organizacyjne występują najczęściej w organizacjach skupiających wysoko kwalifikowanych specjalistów wdrażających projekty należące do klasy high-tech. Wady tego typu struktur są podobne jak w przypadku struktur funkcjonalnych – możliwy brak zaufania między dwoma typami kierowników, brak jedności rozkazodawstwa, a także poczucie niepewności członków zespołów w momencie wykonania zadania, do którego zostali powołani.